# Pascal (dessinateur)
Pour les articles homonymes, voir Pascal.
Pascal Blondeaux (né le 28 septembre 1956 à Villeneuve-Saint-Georges et mort le 3 novembre 2022 à Fontainebleau), dit Pascal, est un dessinateur français.

## Biographie
Fils du dessinateur et auteur de bande dessinée Gébé, Pascal Blondeaux commence à publier dans la presse alternative dans les années 1980 avant de devenir illustrateur professionnel au début des années 1990. Les Cahiers dessinés ont publié deux recueils de ses dessins en 2003 et 2013.

## Œuvres publiées

### Bande dessinée
- Période Mulot, Paris, L'Association, coll. « Patte de mouche » (no 14), 1992, 22 p. (ISBN 2-909020-16-9).

### Illustration
- Des fois je vois les choses comme ça  (préf. Frédéric Pajak), Paris, Buchet-Chastel, coll. « Les Cahiers dessinés », 2003 (ISBN 2-283-01971-0).
- Territoire des mousses et des lichens, Paris, Les Cahiers dessinés, 2013, 77 p. (ISBN 979-10-90875-13-5).